# Jung Byung-gil
Jung Byung-gil (Coreia do Sul, 7 de agosto de 1980) é um cineasta e roteirista sul-coreano.